# Georg Druschetzky
Georg Druschetzky, nacido  Jiří Družecký (1745 - 1819) fue un compositor, oboista y timpanista Bohemio.
Estudió oboe con el célebre oboísta y compositor Carlo Besozzi en Dresde. Después ingresó en la banda de un regimiento de infantería. En 1777 fue certificado como ejecutante de tambor. Empezó a escribir música para su banda en los 1770s. También compuso música de cámara y música para orquesta, incluyendo 27 sinfonías y conciertos para varios instrumentos. Las partituras de dos de sus óperas han sobrevivido, pero una suite de música incidental y un ballet están perdidos. Druschetzky fue uno de los primeros compositores en utilizar el motivo BACH. 

## Composiciones selectas
- Concierto para oboe, ocho timbales y orquesta
- Harmonia- para 21 instrumentos de vientos (1790)
- Sinfonia alla battaglia - para orquesta de cuerdas y metales
- Partita en Do mayor - para timbal y orquesta de cuerda.
- Partita en Fa mayor
- Mechmet and Zemira - ópera
- Perseus and Andromeda - música para escena
- Inkle and Yariko - ballet
- Seis sonatas para violín solo